# Hervé Gaschignard
Pour les articles homonymes, voir Gaschignard.
Hervé Gaschignard, né le 14 juin 1959 à Saint-Nazaire en Loire-Atlantique, est un évêque catholique, démissionnaire du diocèse d'Aire et Dax, qui exerce comme prêtre dans le diocèse de Grenoble. Il a fait l'objet de signalements et de plaintes en justice pour des comportements et des gestes inappropriés avec des adolescents dont une partie a été classée sans suite en 2011 et 2017.

## Biographie

### Formation
Après avoir été élève à Saint-François-Xavier de Vannes, Hervé Gaschignard poursuit des études commerciales et intègre l'École supérieure de commerce de Nantes (ESC Nantes) dont il obtient le diplôme en 1982.
Il est chef de troupe chez les Guides et scouts d'Europe, mouvement dont il deviendra par la suite l'aumônier.
Après avoir suivi son premier cycle au séminaire d'Angers de 1983 à 1985, il poursuit sa formation au séminaire français de Rome de 1985 à 1990, obtenant une licence de théologie dogmatique à l'Université grégorienne de Rome. Il est ordonné prêtre le 1er juillet 1989 pour le diocèse de Nantes.
En 2000-2001, il suit les cours de l'institut de formation des éducateurs du clergé (IFEC).

### Principaux ministères

#### Ministère presbytéral
De 1990 à 1995, il est vicaire à la paroisse Saint-Pierre d'Ancenis et de Saint-Géréon. Il rejoint ensuite le séminaire interdiocésain de Nantes où il est professeur de théologie dogmatique de 1995 à 1999 avant de devenir adjoint du supérieur de ce même séminaire de 1999 à 2006. Pendant cette période, il participe également à la formation permanente des laïcs et des diacres permanents.
En parallèle, il est délégué épiscopal du diocèse de Nantes pour l'Unité des Chrétiens et pour les relations avec le judaïsme en 1997 et délégué régional pour l'Unité des Chrétiens en 1998.
En 2006-2007, il retrouve un ministère paroissial comme curé de la paroisse Notre-Dame-la-Blanche de Guérande,.

#### Ministère épiscopal
Le 30 octobre 2007, il est nommé par Benoît XVI évêque auxiliaire de Toulouse pour seconder Robert Le Gall, qu'il avait connu à l'abbaye Sainte-Anne de Kergonan quand l'archevêque de Toulouse en était le père abbé.
Il est consacré le 6 janvier 2008 par Robert Le Gall, assisté de son prédécesseur, Émile Marcus, ancien évêque de Nantes qui l'avait ordonné prêtre, et de Georges Soubrier, évêque de Nantes,.
Le 24 janvier 2012, il est nommé évêque d'Aire et Dax.

### Comportements «inappropriés»
En 2011, un premier signalement est fait par l'archevêque Robert Le Gall au parquet de Toulouse, à la suite de témoignages d'encadrants dénonçant lors d'un pèlerinage en VTT « une étrange proximité physique entre l'évêque auxiliaire » et des adolescents. Faute de « faits susceptibles d'entrer dans un cadre pénal », l'enquête aboutit à un classement sans suite en décembre 2011. Robert Le Gall met en garde son évêque auxiliaire en lui rappelant « les règles indispensables de tenue d'un éducateur et d'un clerc de l'Église avec les jeunes ».
En janvier 2017, une famille des Landes adresse un nouveau signalement à la Congrégation pour la doctrine de la foi. Le cardinal Jean-Pierre Ricard, en sa qualité d'archevêque métropolitain de Bordeaux, reçoit la famille le 14 janvier. Il ne trouve pas matière à signaler les faits à la justice. Il transmet la déposition des parents à Rome.  Le 21 mars, Jean-Pierre Ricard reçoit deux responsables du diocèse de Dax, en contact avec des jeunes, qui lui rapportent des paroles et des comportements ambigus vis-à-vis d'adolescents, décrits notamment par le témoignage précis d'une jeune fille. Il prend contact avec le procureur de la République. L'association landaise de lutte contre la pédophilie, Colosse aux pieds d'argile, indique à l'AFP avoir également reçu les témoignages de deux adolescents âgés de 14 ans. D'autres enfants auraient aussi fait part d'attitudes inappropriées. Jean-Pierre Ricard reçoit Hervé Gaschignard à Lourdes le 28 mars.

#### Démission
Trois jours plus tard, le 31 mars 2017, Hervé Gaschignard annonce dans un bref communiqué, qu'« en raison d’une fatigue liée à diverses causes, [il a] besoin de repos pour quelque temps hors du diocèse ».
Le 6 avril suivant, le pape François accepte sa démission, en raison de « rumeurs (qui) persistaient sur des attitudes pastorales inappropriées de l’évêque » envers des jeunes, selon les familles l'ayant mis en cause, d'après le communiqué de la CEF publié à cette occasion,,.
Le 7 avril, une enquête préliminaire est ordonnée par le procureur de la République de Dax. Ce dernier indique « des attitudes et des paroles totalement inappropriées » auprès d'adolescents du diocèse « mais qui ne revêtent pas de qualification pénale ». L'affaire est classée sans suite en juin 2017,,.
En novembre 2017, l'évêque de Grenoble, Guy de Kérimel, confie à Hervé Gaschignard, son ancien condisciple au séminaire français de Rome, la charge du diaconat et du service de la communion du diocèse, chargé des pèlerinages et de l’œcuménisme. Jean-Marc Eychenne le nomme curé de la paroisse de « La Croix de Belledonne » à Domène en périphérie de Grenoble. Dans le bulletin paroissial qui annonce fin juin 2023 sa nomination, Hervé Gaschignard précise qu'il est le responsable de la paroisse, à l'exception de la pastorale des jeunes confiée à un autre prêtre,.

#### Nouvelles plaintes en 2023
En juillet 2023, deux familles de Loire-Atlantique portent plainte contre Hervé Gaschignard à la suite de cette nomination comme curé de paroisse. Elles dénoncent des « gestes inappropriés » qui dateraient de juillet 2001 lors d'un pèlerinage à Saint-Jacques-de-Compostelle. Les familles avaient à l'époque témoigné auprès de deux prêtres du diocèse de Nantes afin qu'ils alertent l'évêque, Georges Soubrier, qui n'aurait pas donné suite, pas plus que son successeur, Jean-Paul James. À la suite de la nomination d'Hervé Gaschignard dans le diocèse de Grenoble en 2017, les deux familles ont écrit au nonce, Celestino Migliore qui leur a fait savoir en janvier 2021 que l'ancien évêque de Dax « exerce des fonctions de prêtre sans contact avec la jeunesse et bénéficie d'un suivi ». Sollicité par les familles, Laurent Percerou, évêque de Nantes, a signalé les faits allégués au procureur de la République en décembre 2022,,. Selon Mediacités qui rapporte ces deux plaintes, deux autres vont suivre concernant les mêmes faits présumés,. 
Par ailleurs, des propos déplacés à caractère sexuel qui auraient été tenus à un adolescent de 14 ans en 2006 dans le cadre d'un camp des scouts d'Europe ont également été signalés au procureur de la République de Nantes. Hervé Gaschignard fait savoir en novembre 2023 qu'il « conteste fermement les faits qui lui sont reprochés » dans le cadre de ces nouvelles plaintes.